# EPrix Monaka 2019
ePrix Monaka 2019 (formálně nazývána 2019 Monaco ePrix) se konala dne 11. května 2019 a byla devátým závodem sezóny 2018/19 šampionátu Formule E. Zároveň byla tato ePrix třetí ePrix Monaka v historii. Závody se jely na zkrácené verzi okruhu Circuit de Monaco v Monte Carlu, hlavním městě Monaka.
Z pole position startoval Jean-Éric Vergne z týmu Techeetah-DS, přestože nezajel nejrychlejší čas. Ten naměřila časomíra Oliveru Rowlandovi z týmu e.dams Nissan a získal za něj body do pořadí jezdců, ale z předchozí ePrix Paříže měl Rowland penalizaci za způsobení kolize, a tak startoval až třetí. 
Závod na 51 kol vyhrál Vergne, na druhém místě v závodě dojel Rowland a na třetím Felipe Massa z týmu Venturi Grand Prix. Nejrychlejší kolo závodu zajel Pascal Wehrlein z týmu Mahindra.

## Výsledky

### Kvalifikace
| Pořadí | No. | Jezdec                 | Tým           | Čas    | Ztráta | Start. pozice |
| ------ | --- | ---------------------- | ------------- | ------ | ------ | ------------- |
| 1      | 22  | Oliver Rowland         | e.Dams-Nissan | 50.021 | –      | 3             |
| 2      | 25  | Jean-Éric Vergne       | Techeetah-DS  | 50.042 | +0.021 | 1             |
| 3      | 20  | Mitch Evans            | Jaguar        | 50.112 | +0.091 | 12            |
| 4      | 94  | Pascal Wehrlein        | Mahindra      | 50.128 | +0.107 | 2             |
| 5      | 19  | Felipe Massa           | Venturi       | 50.218 | +0.197 | 4             |
| 6      | 23  | Sébastien Buemi        | e.Dams-Nissan | 50.234 | +0.213 | 5             |
| 7      | 27  | Alexander Sims         | Andretti-BMW  | 50.351 | –      | 6             |
| 8      | 3   | Alex Lynn              | Jaguar        | 50.370 | +0.019 | 7             |
| 9      | 28  | António Félix da Costa | Andretti-BMW  | 50.375 | +0.024 | 8             |
| 10     | 7   | José María López       | Dragon-Penske | 50.432 | +0.081 | 9             |
| 11     | 5   | Stoffel Vandoorne      | HWA-Venturi   | 50.451 | +0.100 | 10            |
| 12     | 4   | Robin Frijns           | Virgin-Audi   | 50.498 | +0.147 | 11            |
| 13     | 11  | Lucas di Grassi        | Audi          | 50.502 | +0.151 | 13            |
| 14     | 6   | Maximilian Günther     | Dragon-Penske | 50.514 | +0.163 | 22            |
| 15     | 2   | Sam Bird               | Virgin-Audi   | 50.526 | +0.175 | 14            |
| 16     | 16  | Oliver Turvey          | NIO           | 50.578 | +0.227 | 15            |
| 17     | 64  | Jérôme d'Ambrosio      | Mahindra      | 50.601 | +0.250 | 19            |
| 18     | 66  | Daniel Abt             | Audi          | 50.602 | +0.251 | 16            |
| 19     | 48  | Edoardo Mortara        | Venturi       | 50.618 | +0.267 | 21            |
| 20     | 17  | Gary Paffett           | HWA-Venturi   | 50.664 | +0.313 | 17            |
| 21     | 8   | Tom Dillmann           | NIO           | 50.811 | +0.460 | 18            |
| 22     | 36  | André Lotterer         | Techeetah-DS  | 51.018 | +0.667 | 20            |
| Zdroj: |     |                        |               |        |        |               |

Poznámky
1. ↑  Oliver Rowland zajel nejrychlejší kolo a obdržel 3 body do pořadí jezdců. Kvůli penalizaci z předchozí ePrix Paříže byl z pole position odsunut a z prvního místa startoval Jean-Éric Vergne started
2. ↑  Mitch Evans obdržel trest posunu o 10 míst vzad za přestupek proti pravidlům v kvalifikaci a obdržel také třetí varování.
3. ↑  Maximilian Günther obdržel trest posunu o 10 míst vzad za překročení rychlosti během celotraťových žlutých vlajek v prvním tréninku a také dostal třetí varování.
4. ↑  Jérôme d'Ambrosio obdržel trest posunu o 3 místa vzad za způsobení kolizí v předchozí ePrix Paříže.
5. ↑  Edoardo Mortara obdržel trest posunu o 3 místa vzad za způsobení kolizí v předchozí ePrix Paříže.

### Závod
| Pořadí | No. | Jezdec                 | Tým           | Kol | Čas/Nedokončil   | Start. pozice | Body |
| ------ | --- | ---------------------- | ------------- | --- | ---------------- | ------------- | ---- |
| 1      | 25  | Jean-Éric Vergne       | Techeetah-DS  | 51  | 46:05.547        | 1             | 25   |
| 2      | 22  | Oliver Rowland         | e.Dams-Nissan | 51  | +0.201           | 3             | 21   |
| 3      | 19  | Felipe Massa           | Venturi       | 51  | +1.261           | 4             | 15   |
| 4      | 94  | Pascal Wehrlein        | Mahindra      | 51  | +1.439           | 2             | 13   |
| 5      | 23  | Sébastien Buemi        | e.Dams-Nissan | 51  | +6.215           | 5             | 10   |
| 6      | 20  | Mitch Evans            | Jaguar        | 51  | +16.213          | 12            | 8    |
| 7      | 36  | André Lotterer         | Techeetah-DS  | 51  | +16.848          | 20            | 6    |
| 8      | 3   | Alex Lynn              | Jaguar        | 51  | +18.112          | 7             | 4    |
| 9      | 5   | Stoffel Vandoorne      | HWA-Venturi   | 51  | +18.551          | 10            | 2    |
| 10     | 7   | José María López       | Dragon-Penske | 51  | +18.860          | 9             | 1    |
| 11     | 64  | Jérôme d'Ambrosio      | Mahindra      | 51  | +21.488          | 19            |      |
| 12     | 17  | Gary Paffett           | HWA-Venturi   | 51  | +21.853          | 17            |      |
| 13     | 27  | Alexander Sims         | Andretti-BMW  | 51  | +26.934          | 6             |      |
| 14     | 8   | Tom Dillmann           | NIO           | 51  | +31.861          | 18            |      |
| 15     | 66  | Daniel Abt             | Audi          | 51  | +49.400          | 16            |      |
| 16     | 2   | Sam Bird               | Virgin-Audi   | 50  | +1 kolo          | 14            |      |
| 17     | 4   | Robin Frijns           | Virgin-Audi   | 46  | +5 kol           | 11            |      |
| Ret    | 16  | Oliver Turvey          | NIO           | 32  | Kolize           | 15            |      |
| Ret    | 11  | Lucas di Grassi        | Audi          | 31  | Kolize           | 13            |      |
| Ret    | 48  | Edoardo Mortara        | Venturi       | 29  | Technická závada | 21            |      |
| Ret    | 6   | Maximilian Günther     | Dragon-Penske | 29  | Nehoda           | 22            |      |
| DSQ    | 28  | António Félix da Costa | Andretti-BMW  | 51  | Použitý výkon    | 8             |      |
| Zdroj: |     |                        |               |     |                  |               |      |

Poznámky
1. ↑  Tři body za pole position.
2. ↑  Jeden bod za nejrychlejší kolo.
3. ↑  Daniel Abt obdržel trest přičtení 33 sekund k výslednému času za způsobení kolize.
4. ↑  António Félix da Costa původně dokončil závod na šestém místě, ale byl diskvalifikován za překročení maximálního povoleného výkonu 200 kW.

## Pořadí po závodě
Zdroj: 

### Pořadí jezdců
| +/– | Poř | Jezdec                 | Body |
| --- | --- | ---------------------- | ---- |
| 5   | 1   | Jean-Éric Vergne       | 87   |
|     | 2   | André Lotterer         | 86   |
| 2   | 3   | Robin Frijns           | 81   |
| 1   | 4   | António Félix da Costa | 70   |
| 1   | 5   | Lucas di Grassi        | 70   |

### Pořadí týmů
| +/– | Poř | Tým                       | Body |
| --- | --- | ------------------------- | ---- |
|     | 1   | DS Techeetah              | 173  |
|     | 2   | Virgin-Audi               | 135  |
|     | 3   | Audi Sport ABT Schaeffler | 129  |
|     | 4   | Mahindra                  | 116  |
| 2   | 5   | e.Dams-Nissan             | 99   |